# Тугарський потік
Тугарський потік (словац. Tuhársky potok) — річка в Словаччині, ліва притока Криванського потоку, протікає в окрузі Лученець.
Довжина — 27.8 км; площа водозбору 59 км².
Бере початок в масиві Оструожки — на висоті 650 метрів. Протікає селами Стара Галич і Галич.
Впадає у Криванський поток на території міста Лученець.